# イヴァン・グヴォズデノヴィッチ
イヴァン・グヴォズデノヴィッチ（セルビア語: Иван Гвозденовић, ラテン文字転写: Ivan Gvozdenović、1978年8月19日 - ）は、セルビアの元サッカー選手、サッカー指導者。ポジションはディフェンダー。

## 経歴
レッドスター・ベオグラード時代の2001年9月5日、2002 FIFAワールドカップ・ヨーロッパ予選のスロベニア代表戦がユーゴスラビア代表としての唯一の出場となった。